# Christopher Edward Byrne
Christopher Edward Byrne (* 21. April 1867 in Byrnesville, Missouri; † 1. April 1950 in Galveston, Texas) war ein US-amerikanischer römisch-katholischer Geistlicher und Bischof von Galveston.

## Leben
Byrne empfing die Diakonenweihe durch den Bischof von Savannah, Thomas Andrew Becker. Am 23. September 1891 spendete ihm der Erzbischof von Saint Louis, Peter Richard Kenrick, das Sakrament der Priesterweihe.
Am 18. Juli 1918 wurde Byrne von Papst Benedikt XV. zum vierten Bischof von Galveston ernannt. Die Bischofsweihe spendete ihm am 10. November desselben Jahres der Erzbischof von Saint Louis, John Joseph Glennon; als Mitkonsekratoren fungierten Thomas Francis Lillis, Bischof von Kansas City, und John Baptist Morris, Bischof von Little Rock.
Byrne starb am 1. April 1950 nach einer Amtszeit von 32 Jahren.